# بارت سيمز
بارت سيمز (بالإنجليزية: B. U. Sims)‏ هو لاعب كرة قدم أمريكية أمريكي، ولد في 9 مايو 1878 في بريان في الولايات المتحدة، وتوفي بنفس المكان في 6 يناير 1934.